# Samurai Shodown VI
Samurai Shodown VI (サムライスピリッツ 天下一剣客伝, Samurai Supirittsu Tenkaichi Kenkakuden), in Japan als Samurai Spirits: Tenkaichi Kenkakuden bekannt, ist ein populäres japanisches Arcade-Spiel von SNK. Es ist der sechste Teil der gleichnamigen Spieleserie. Nach der Erstveröffentlichung auf dem Arcade im September 2005 ist Samurai Shodown VI 2006 für die PlayStation 2 in Japan erschienen. Am 17. Dezember 2014 kam das Spiel auf der PlayStation 3 im PlayStation Store in Japan. In den Westen wurde das Spiel auf der PlayStation 4 am 22. November 2016 im PlayStation Store veröffentlicht.

## Spielprinzip
Das Spiel bietet neue Stages mit 2D- und 3D-Elementen sowie
28 wiederkehrende Charaktere aus Samurai Shodown V Special, 2 aus Samurai Shodown V sowie 7 Charaktere aus Samurai Shodown und Samurai Shodown II. Das Spiel verfügt auch über ein „Spirit Select“-System, mit dem Spieler zwischen sechs verschiedenen Kampfstilen wählen kann.

## Charaktere
| Neue Charaktere | von Samurai Shodown I & II                                                                         | von Samurai Shodown V & V Special | von Samurai Shodown V & V Special |
| --- | -------------------------------------------------------------------------------------------------- | --- | --- |
| - Andrew - Iroha - Sugoroku Matsuribayashi - Karakuri Ocha-Maro - EX Nakoruru - Bust Galford - Kim Ung Che - Demon Gaoh | - Gen-an Shiranui - Cham Cham - Earthquake - Nicotine Caffeine - Neinhalt Sieger - Wan Fu - Kuroko | - Haohmaru - Ukyo Tachibana - Hanzo Hattori - Nakoruru - Genjuro Kibagami - Kyoshiro Senryo - Shizumaru Hisame - Gaira Caffeine - Rimururu - Basara Kubikiri - Sogetsu Kazama - Kazuki Kazama - Tam tam - Charlotte Christine Colde - Galford D. Weller - Jubei Yagyu | - Rera - Rasetsumaru - Suija - Enja - Yoshitora Tokugawa - Kusaregedo - Mina Majikina - Yumeji Kurokouchi - Zankuro Minazuki - Yunfei - Mizuki Rashojin - Amakusa Shiro Tokisada - Kyougoku Hinowanokami Gaoh - Sankuro Yorozu |

## Veröffentlichung
Samurai Shodown VI benutzte das Atomiswave-System benutzt. In den Vereinigten Staaten kam der Arcade-Automat von Sega raus. Das Spiel wurde am 25. Januar 2006 in Japan für die PlayStation 2 veröffentlicht. In Amerika und Europa wurde das Spiel am 24. März bzw. 29. März 2009 auf der PS2 veröffentlicht, PSP und Wii als Teil der Samurai Shodown Anthology veröffentlicht. Die PS2-Version des Spiels fügte mehr spielbare Charaktere und drei weitere Spirit-Select-System hinzu. Bei dem Spiel Samurai Shodown Anthology sind zu Beginn alle Charaktere freigeschaltet. Im Jahr 2020 wurde eine Homebrew-Konvertierung für die Dreamcast veröffentlicht.